# Agência para a Energia
A Agência para a Energia (ADENE) é a agência nacional portuguesa de energia, uma associação de direito privado, sem fins lucrativos e de utilidade pública. Sua missão é o desenvolvimento de atividades de interesse público na área da energia, do uso eficiente da água e da eficiência energética na mobilidade.